# 가모고역
가모고역(일본어: 加茂郷駅, かもごうえき)은 일본 와카야마현 가이난시에 있는, 서일본 여객철도의 철도역이다. 기세이 본선이 지나가며, 기노쿠니 선 소속 열차들을 이용할 수 있다.
옛 가이소군 시모쓰 정의 대표역이었다.

## 역 구조
지상역으로, 승강장은 2면 3선 구조이다. 역사는 단식 승강장 쪽에 있으며, 섬식 승강장과는 과선교로 이어져 있다. 와카야마역이 관리하며, 역 업무는 JR 서일본 메인텍이 대신 하고 있다. 계약사원이 오전 7시부터 오후 7시 20분까지 근무하고 있다.

### 승강장
| 1 | ■ 기노쿠니 선 | 와카야마 · 덴노지 방면 |                    |
| 2 | ■ 기노쿠니 선 | 와카야마 · 덴노지 방면 | (일부 열차만 사용) |
| 2 | ■ 기노쿠니 선 | 고보 · 신구 방면       | (일부 열차만 사용) |
| 3 | ■ 기노쿠니 선 | 고보 · 신구 방면       |                    |

## 역세권 정보
- 가이난 시 시모쓰 행정국 (구 시모쓰 정사무소)
- 국도 제42호선
- 가모고 우체국

## 역사
- 1924년 2월 28일 - 일본국유철도의 역으로 개업하였다.
- 1987년 4월 1일 - 민영화에 따라 서일본 여객철도의 소속이 되었다.

## 인접역
| 서일본 여객철도 기세이 본선   | 서일본 여객철도 기세이 본선 | 서일본 여객철도 기세이 본선 |
| ----------------------------- | --------------------------- | --------------------------- |
| 미노시마 고보·기이타나베 방면 | ■ 기노쿠니 선·한와 선 쾌속  | 가이난 와카야마·덴노지 방면 |
| 시모쓰 신구 방면              | ■ 기노쿠니 선 보통          | 시미즈우라 와카야마 방면    |